# Caledanapis sera
Espèce
Caledanapis sera est une espèce d'araignées aranéomorphes de la famille des Anapidae.

## Distribution
Cette espèce est endémique de Nouvelle-Calédonie. Elle se rencontre à Ouayaguette et à Ouemou.

## Description
Le mâle holotype mesure 1,24 mm et la femelle paratype 1,27 mm.

## Publication originale
- Platnick & Forster, 1989 : A revision of the temperate South American and Australasian spiders of the family Anapidae (Araneae, Araneoidea). Bulletin of the American Museum of Natural History, no 190, p. 1-139 (texte intégral).